# ADN polimerasa Φ29
La ADN polimerasa Φ29 proviene del bacteriófago Φ29. Es una enzima que sintetiza ADN, con propiedades interesantes para la biología molecular, por lo que su uso es cada vez más común y ha dado lugar a múltiples aplicaciones.

## Descubrimiento
Esta polimerasa fue descubierta y estudiada por Margarita Salas. Desde entonces esta polimerasa ha sido estudiada y usada en muchos laboratorios debido a su alta velocidad de polimerización y su alta procesividad, es decir, su capacidad para sintetizar largos fragmentos de ADN sin desprenderse del ADN.

## Estructura y actividad
La ADN polimerasa Φ29 es una proteína monomérica con dos dominios funcionales, uno de polimerización de ADN y otro con actividad exonucleasa 3'-5'. Se ha propuesto que esta polimerasa es parecida al Fragmento de Klenow de la Polimerasa I de Esterichia coli.
Esta enzima se une fuertemente a ácidos nucleicos monocatenarios. Esto le da propiedades muy interesantes, ya que es capaz de desplazar la cadena complementaria al ADN al cual se ha unido. Se ha propuesto que la energía necesaria para este proceso proviene de romper los enlaces de grupos fosfato de los nucleótidos trifosfato usados para la polimerización del ADN.
El dominio con actividad exonucleasa le permite corregir errores en la síntesis de nuevo ADN, ya que puede eliminar las bases incorrectas y volver a polimerizar el fragmento eliminado. Esto fue demostrado en 1992.

## Uso en biotecnología
Debido a su alta procesividad, corrección de errores, capacidad de desplazar la cadena opuesta y amplificación isotérmica (a diferencia de las polimerasas usadas en PCR) esta polimerasa se produce y usa en biotecnología en múltiples aplicaciones. Entre ellas están:
- Amplificación de genoma entero (Whole Genome Amplification, o WGA en inglés): Se usan cebadores de secuencias aleatorias para amplificar todo el ADN presente en una muestra. Con unos 10 nanogramos de ADN original se puede dar esta reacción. Una vez amplificado, el ADN se puede secuenciar.

- Amplificación de círculo rodante: Una secuencia circular especifica es amplificada cientos de veces para detección de genes específicos o pruebas diagnósticas.